# Mogilica, Tỉnh West Pomeranian
Mogilica [mɔɡiˈlit͡sa] (tiếng Đức: Neuhof) là một ngôi làng thuộc khu hành chính của Gmina Dolice, thuộc hạt Stargard, West Pomeranian Voivodeship, ở phía tây bắc Ba Lan. Nó nằm khoảng 4 kilômét (2 mi)   phía đông Dolice, 22 km (14 mi) về phía đông nam của Stargard và 52 km (32 mi) về phía đông nam của thủ đô khu vực Szczecin.